# Danko der Glockengießer
Danko der Glockengießer oder Die Glocke im Dome zu Aachen ist eine der Aachener Sagen und Legenden. Die Sage erzählt vom Guss der ersten Glocke für den Aachener Dom, von dessen Erbauung die Dombausage berichtet.

## Handlung
Karl der Große wollte für den Glockenturm des neu erbauten Domes eine mächtige, große Glocke gießen lassen. Weil die Kunst des Glockengießens damals noch nicht weit verbreitet war, tat er sich schwer, einen Glockengießer zu finden, der dieser Aufgabe gewachsen war. Schließlich erfuhr er, dass ein Mönch im Kloster St. Gallen namens Danko Erfahrung im Glockengießen habe. Er ließ ihn nach Aachen kommen, richtete ihm eine Werkstatt ein und besorgte die Metalle für den Glockenguss, darunter auch einen erheblichen Anteil an Silber. 
Danko war aber habsüchtig. Er schaffte das Silber beiseite und ersetzte es durch Blei. Der Guss der Glocke gelang, und als sie aus der Grube gezogen wurde, glänzte sie wie Silber. Die Glocke wurde in den Turm hinaufgezogen und aufgehängt. Karl selber wollte sie als erster läuten. Als er an dem Seil zog, gab die Glocke aber nur einen dumpfen Ton von sich. Darauf ließ Karl Danko an dem Seil ziehen. Dabei löste sich der Klöppel der Glocke, durchschlug das Gebälk und erschlug den betrügerischen Glockengießer. Karl sagte zu den Umstehenden: „Den hat Gott selbst gerichtet.“
Bei der Durchsuchung von Dankos Haus fand man das unterschlagene Silber. Karl ließ es unter die Armen verteilen.

## Überlieferung
Die zunächst mündlich überlieferte Sage wurde im 19. Jahrhundert schriftlich fixiert, unter anderem in:
- Joseph Müller: Aachens Sagen und Legenden, 1858[1]
- Johann Georg Theodor Grässe: Sagenbuch des Preußischen Staates, Band 2, Glogau 1871[2]